# Edelmetallpräparat
Edelmetallpräparate sind edelmetallhaltige Farben, die den Anstrichstoffen oder Lacken zugeordnete Substanzen darstellen. Die Art des Edelmetallpräparates wird nach den optischen Eigenschaften unterschieden. Glänzende Oberflächen werden mit Glanzedelmetallpräparaten erzielt, semimatte bis matte Oberflächen mit Seidenmatt- oder Polierpräparaten. Die aufwendigste und edelste aller Dekorationen werden mit Pudergold- und Puderweißgolddekoren erzielt. 
Die in der Industrie am meisten zum Einsatz kommende Dekoration mit Edelmetallpräparaten ist die mit Glanzedelmetallpräparaten. Die Produkte zeichnen sich dadurch aus, dass sie erst beim Einbrand auf silikatischen Substraten ihre farbgebenden Pigmente ausbilden. Diese entstehen durch chemische Reaktionen der enthaltenen metallorganischen Verbindungen in die entsprechenden Legierungen. Hierbei lassen sich durch silberhaltige Präparate hellgelbe Farbtöne, durch platin- und palladiumhaltige Produkte Weißgoldfarbtöne erzielen. 
Glanzedelmetallpräparate sind aus folgenden Komponenten zusammengesetzt:
- Gold, Silber, Palladium und Platin (organisch gebunden)
- Bindemittelsystem (natürliche und synthetische Harze)
- Lösungsmittel
- Haftvermittler (metallorganische Verbindungen und Komplexe von Metallen zum Beispiel Silicium, Rhodium, Vanadium)
- Hilfsstoffe (Thixotropierungsmittel, Farbstoffe, Oberflächen- und Verlaufsadditive)

Wie bereits erwähnt bildet sich erst während des Einbrands der eigentliche Farbton aus. Die Einbrenntemperatur hängt vom Substrat ab und liegt zwischen 480 °C und 1180 °C. Zum Applizieren der Produkte sind verschiedene Verfahren etabliert. Neben unterschiedlichen Siebdruckverfahren finden Spritzverfahren, Tampondruck, Stempeldruck und Handmalerei Anwendung.